# Naturschutzgebiet Heronger Buschberge, Wankumer Heide
Koordinaten: 51° 22′ 3″ N, 6° 16′ 8″ O
Das Naturschutzgebiet Heronger Buschberge, Wankumer Heide liegt auf dem Gebiet der Stadt Straelen und der Gemeinde Wachtendonk im Kreis Kleve in Nordrhein-Westfalen.
Das aus drei Teilflächen bestehende Gebiet erstreckt sich südöstlich der Straelener Ortschaft Herongen. Am westlichen Rand verläuft die B 221, westlich verläuft die Staatsgrenze zu den Niederlanden, nördlich verläuft die A 40. Durch das Gebiet hindurch verläuft der Nordkanal, unweit südlich fließt die Nette. Westlich schließt sich direkt das 211 ha große Naturschutzgebiet Heronger Heide an.

## Bedeutung
Für Straelen und Wachtendonk ist seit 1938 ein 613,1 ha großes Gebiet unter der Kenn-Nummer KLE-009 als Naturschutzgebiet ausgewiesen. Das Gebiet wurde unter Schutz gestellt zur Erhaltung und aufwertenden Entwicklung der unterholz- und krautreichen, zum Teil feuchten Waldkomplexe der Wankumer Heide, der Heronger Buschberge mit den weitgehend unbelasteten Quellbächen Schürkesbach, Weyersbach und Römerbach als Biotopvernetzungselemente zwischen dem Naturschutzgebiet Krickenbecker Seen (Kreis Viersen) und der mittleren Niersniederung einschließlich biotopprägender waldfreier Insel- und Umgebungsflächen.